# Vivan Juthas
Vivan Viola Juthas, född 22 februari 1901 i Vasa, död 11 juni 1973 i Helsingfors, var en finländsk bankanställd och ombud. 
Juthas blev filosofie magister 1938 och var därefter anställd vid Helsingfors sparbank till pensioneringen. Hon var vice ordförande i Yrkeskvinnornas nationella förbund 1962–1967 samt i Kvinnoorganisationernas centralförbund 1957–1965. Hon var ordförande för Kvinnliga akademiker i Helsingfors 1950–1960 och för Helsingfors svenska Marthaförening 1962–1973. Hon var också ombud och vice ordförande för Helsingfors svenska bostadsstiftelse (HSB); i denna roll var hon den drivande kraften i bakom tillkomsten av de så kallade svenska gårdarna med sammanlagt drygt 1 470 lägenheter, vilka byggdes i Helsingfors under åren 1957–1970. Hon invaldes som representant för Svenska folkpartiet i Helsingfors stadsfullmäktige 1952 och satt där i drygt 20 år.